# Terre-Dragon
 (avril 2016).
Si vous disposez d'ouvrages ou d'articles de référence ou si vous connaissez des sites web de qualité traitant du thème abordé ici, merci de compléter l'article en donnant les références utiles à sa vérifiabilité et en les liant à la section « Notes et références ».
Terre-Dragon est une trilogie fantastique écrite par Erik L'Homme, composée des romans Le Souffle des pierres (2014), Le Chant du fleuve (2014), et Les Sortilèges du vent (2015). Ces romans racontent l'histoire d'Ægir (dit Peau d'Ours), un garçon orphelin gardé mystérieusement prisonnier dans une cage (au début du premier tome), qui se révèle être un Dakan (humain ayant la capacité de se transformer involontairement en ours).
Les différents personnages aux buts et ambitions variées sont accompagnés du Voyage de Rosk-le-Borgne, un chant traditionnel contant le périple de ce dernier dans le royaume en des temps anciens.

## Univers deTerre-Dragon

### Situation
L’histoire se situe dans le royaume de Terre-Dragon, sillonné par le fleuve métallique, une large rivière faite de métal liquide (pourtant tiède) sur laquelle voguent des bateaux en pierre. La population se divise en trois clans et trois tribus répartis sur tout le territoire. La société est de type médiévale.

### Politique
Le dirigeant de Terre-Dragon est le Roi-Dragon (bien que dans les premiers tomes, le lecteur ne sache pas si le Roi est vraiment vivant).
Les clans et tribus sont souveraines sur leurs terres. L'équilibre des rapports de forces est maintenu par la crainte du Roi-Dragon, qui a donné pour seules règles de laisser le fleuve et ses abords navigables, et de ne pas empiéter sur la souveraineté des autres.

### Religion et magie
La religion et la magie sont liées ; la majorité du peuple (à part le Crâne) croit à trois divinités, le Chevaucheur du Vent, la Reine des Montagnes, et le Maître de la Foudre.
La magie (dont seuls les sorciers peuvent faire usage) est le pouvoir des thun-lawz, caractères tracés sur des jetons de différentes formes et de différentes matières, rappelant les runes du futhark. Ils ont été donnés par les dieux afin de remplacer l'ancienne magie élémentaire autrefois usitée dans le royaume.
Les prêtres du Crâne utilisent une autre magie obscure dont ils ont le secret.

## Personnages
On suit l'histoire au travers de différents personnages :
Aegir
Dakan rescapé de la cage dans laquelle il a grandi, il voyage en compagnie de ses amis Doom et Sheylis et de Gaan le mage gris, dans l'espoir d'échapper à ses poursuivants et de maîtriser ses pouvoirs qui l'effraient.
Sheylis
Apprentie-sorcière novice mais dotée d'un grand potentiel. Elle a fui son village, pourchassée par les habitants superstitieux ayant tué sa grand-mère sorcière.
Doom
Aspirant scalde à l'esprit taquin mais mauvais musicien, il voyage avec Ægir et Sheylis et compte faire de leur épopée un chant mémorable.
Gaan
Mystérieux vieillard aveugle se révélant être un puissant magicien gris sur le déclin. Il guide les trois adolescents à travers le royaume, et semble avoir réponse à tout.
Ishkar
Fier guerrier de la tribu naatfarir et geôlier d'Ægir, il cherche à rattraper ce dernier à tout prix pour ne pas perdre son statut.
Charkor
Mage noir de forte carrure et adepte de la bonne chère, il vend ses services aux naatfarirs et accompagne Ishkar dans sa traque.
Sahr'sâ
Prêtre du culte du Crâne manipulateur, il capture Naabin et Sheylis afin de servir les obscurs dessins de son culte.
Naabin
Jeune fille enlevée par des prêtres du Crâne, elle côtoie quelque temps Sheylis dans sa cage. Sous l'emprise de Sahr'sâ et disposant de peu de volonté, elle cherche tout de même à sortir de ses griffes.